# Буковець (Верховинський район)
Бу́ковець — село в Україні, у Верховинській селищній громаді Верховинського району Івано-Франківської області.

## Географія
У межах села розташований Буковецький перевал заввишки 810 м (за іншими даними — 835 м), неподалік від якого розташовані пам'ятки природи: скелі «Писаний Камінь», водоспад Буковецький та Буковецький Нижній. На південь від села розташована гора Варатин (1038 м), на північ — хребет Ігрець. З Буковця починається гірська дорога на гору Писаний Камінь (1221 м.н.р.м.), на вершині якої височить скеля з численними вирізьбленими написами і знаками. Ймовірно, у далекі дохристиянські часи Писаний Камінь був язичницьким капищем.
Село є одним з найвисокогірніших в Україні, розкинулося на гірській сідловині між горами Писаний Камінь та Ігрець. Тому його ще називають «селом на семи вітрах».
Село розташоване на лівому березі струмка Буковець, лівому допливі Чорного Черемоша.

## Історія
На території Буковецької сільської ради поблизу місця загибелі останнього повстанця Верховинського району Миколи Марусяка («Богдана») споруджено криївку УПА.
12 червня 2020 року, відповідно до Розпорядження Кабінету Міністрів України  № 714-р «Про визначення адміністративних центрів та затвердження територій територіальних громад Івано-Франківської області», увійшло до складу Верховинської селищної громади.
19 липня 2020 року, в результаті адміністративно-територіальної реформи та ліквідації Верховинського району, село увійшло до складу новоутвореного Верховинського району.

## Населення
Згідно з переписом УРСР 1989 року чисельність наявного населення села становила 505 осіб, з яких 229 чоловіків та 276 жінок.
За переписом населення України 2001 року в селі мешкало 487 осіб.

### Мова
Розподіл населення за рідною мовою за даними перепису 2001 року:
| Мова       | Кількість | Відсоток |
| ---------- | --------- | -------- |
| українська | 487       | 99.80%   |
| російська  | 1         | 0.20%    |
| Усього     | 488       | 100%     |

## Відомі люди
- Михайло Тафійчук — народний майстер музичних інструментів і музикант, який не тільки виготовляє гуцульські трембіти і дудки, а й створив родинну капелу, яка виконує автентичні мелодії на старовинних музичних інструментах.

## Галерея

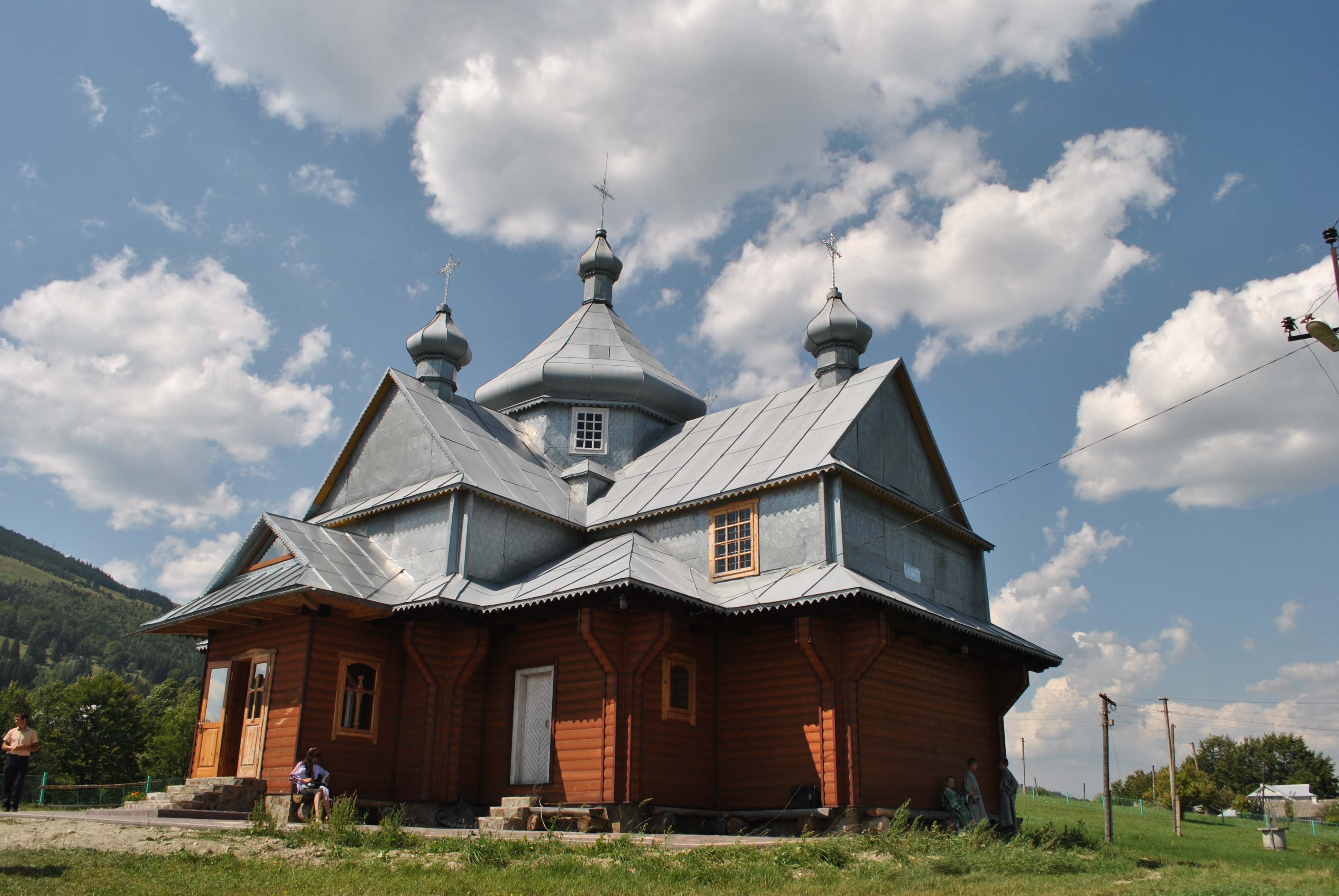
Церква
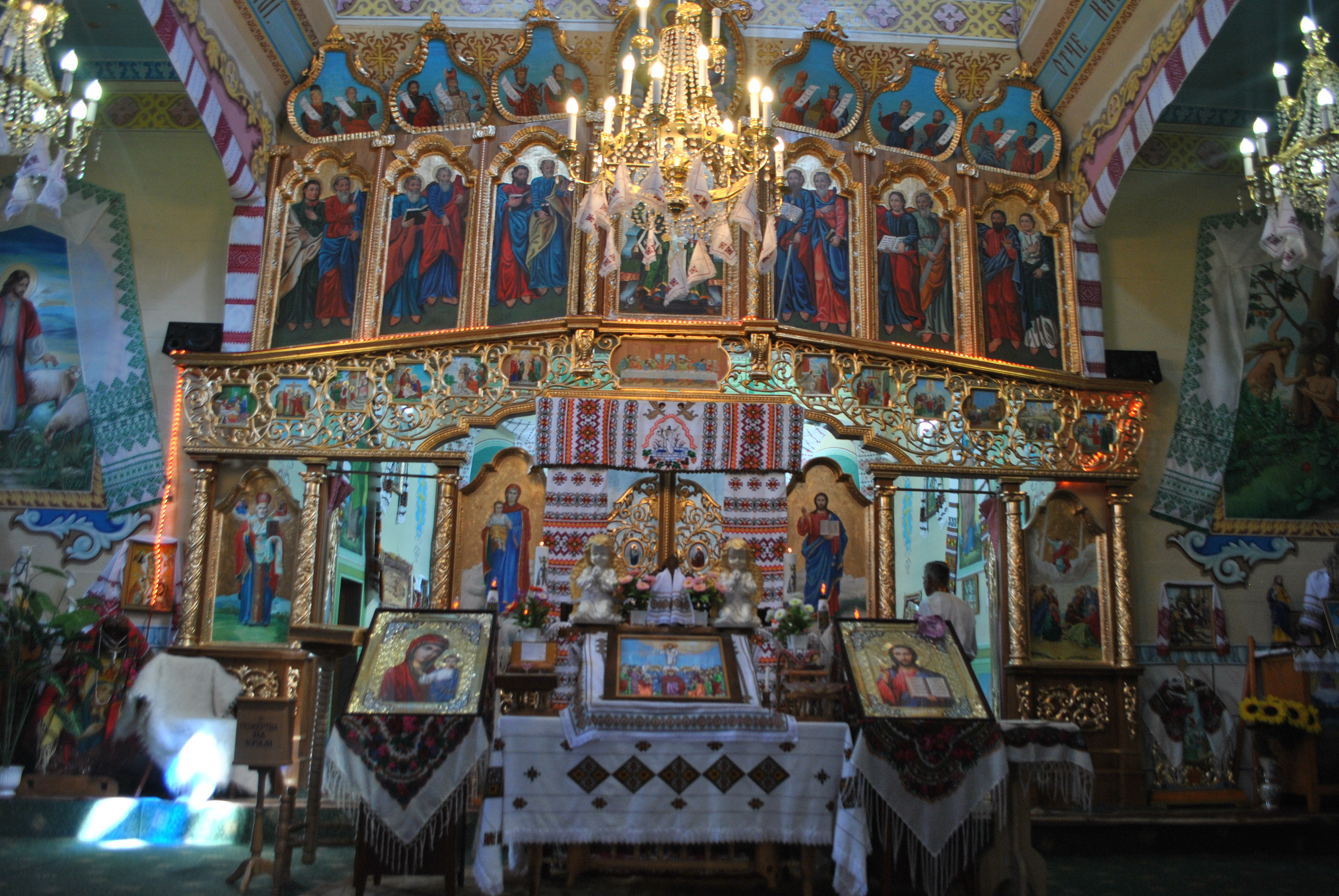
Інтер'єр церкви
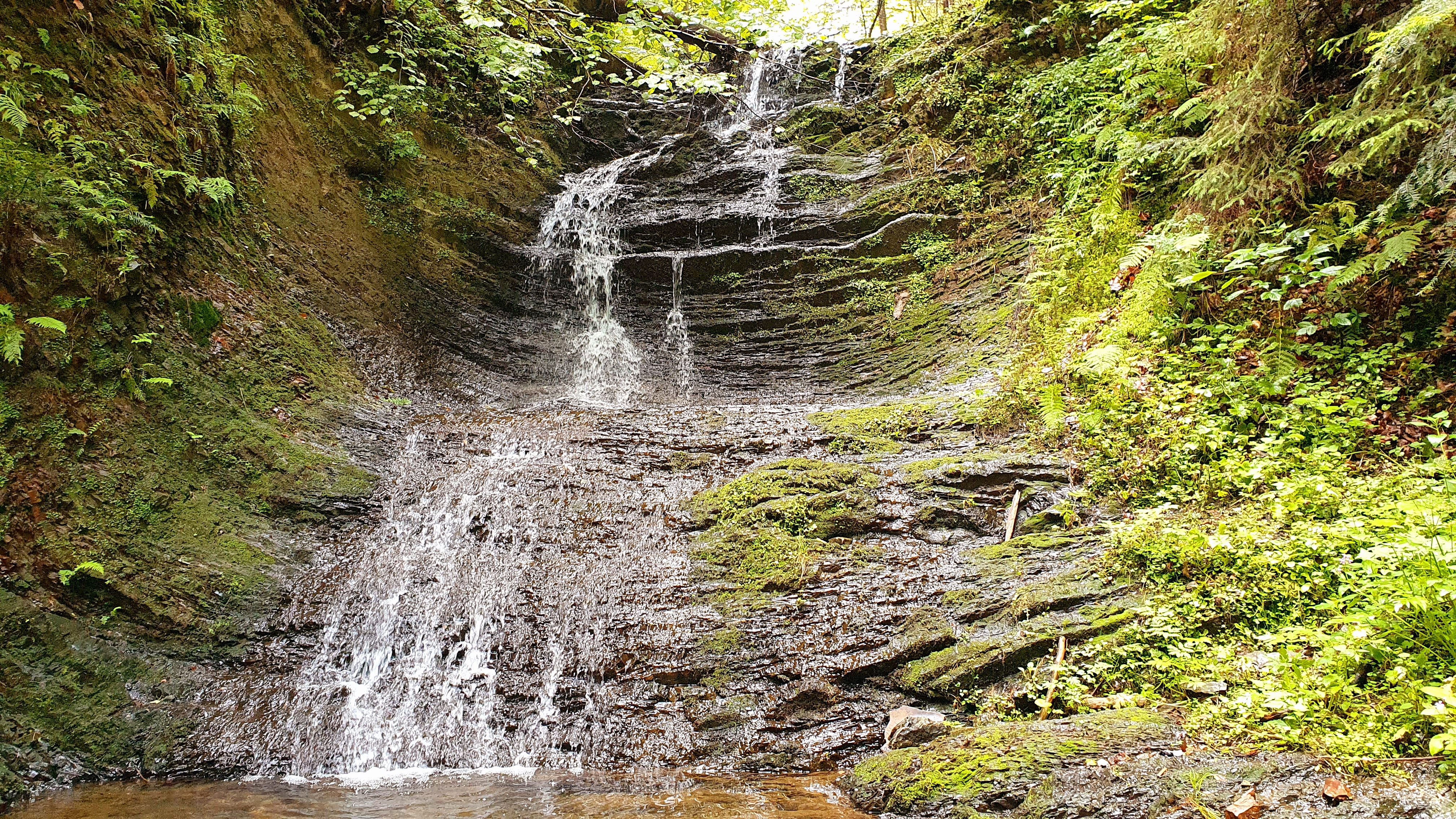
Водоспад Буковецький
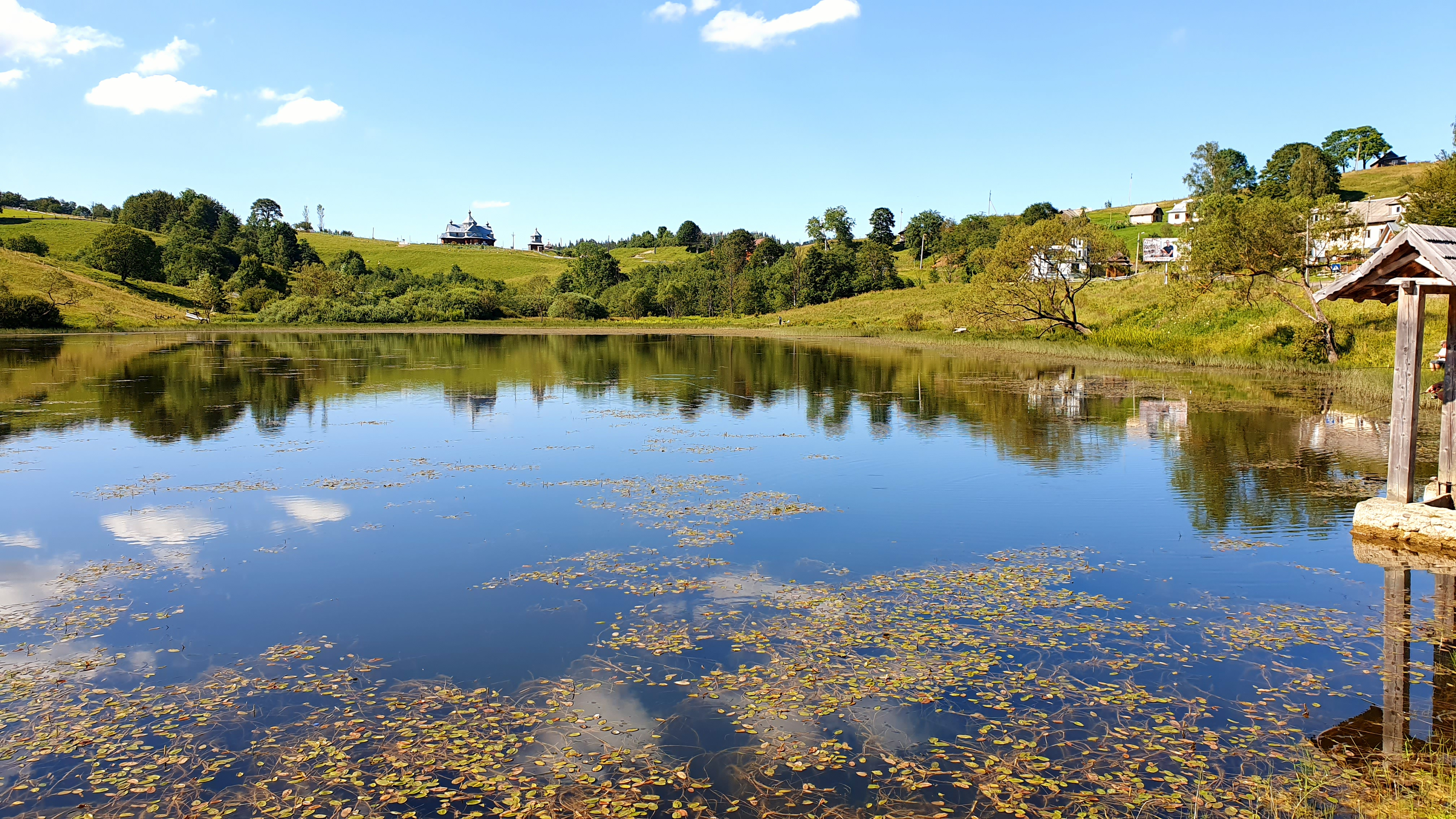
Ставок
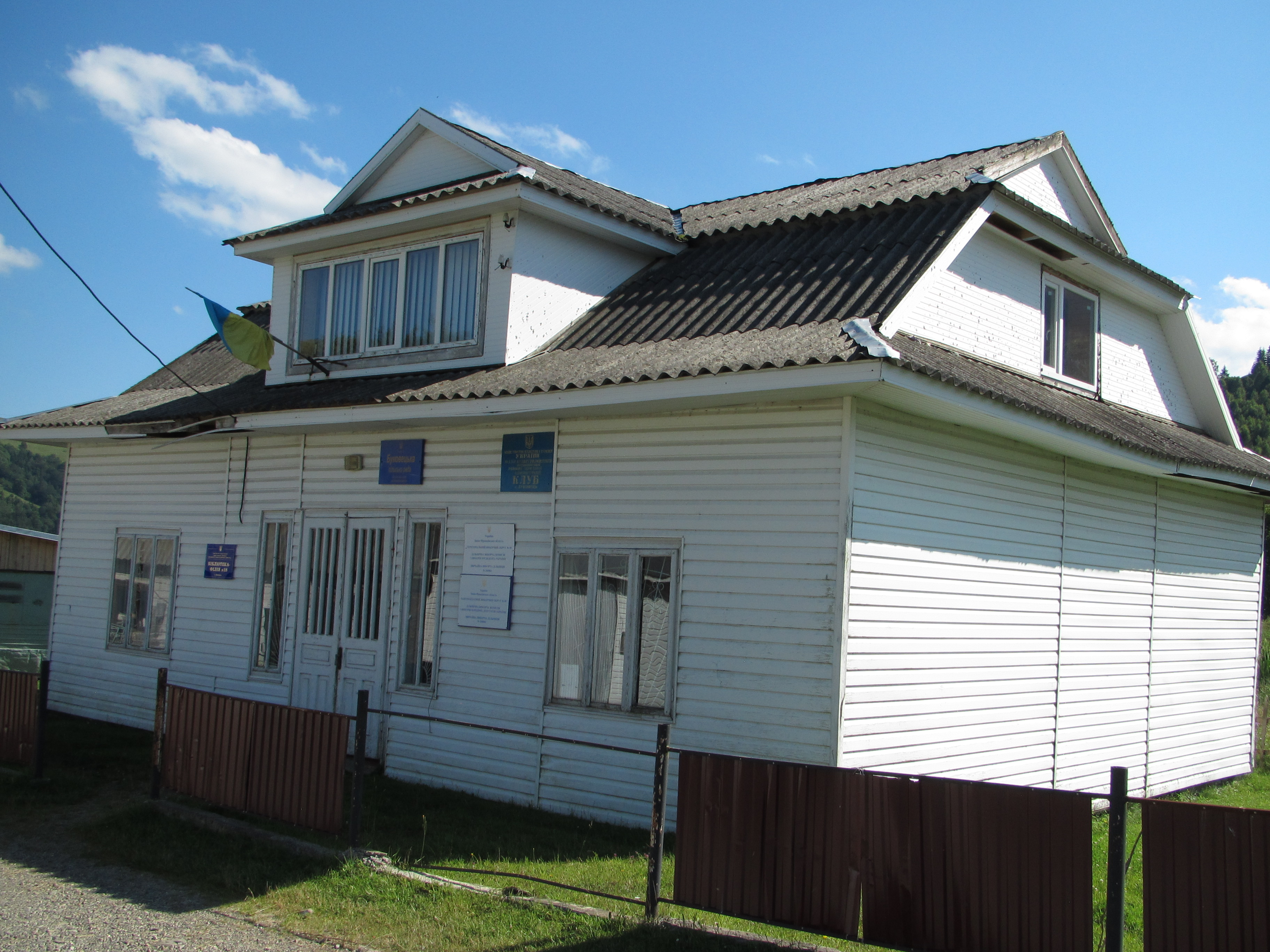
Сільрада